# Dorotheos
Dorotheos (altgriechisch Δωρόθεος, latinisiert Dorotheus) ist ein im Griechischen geläufiger männlicher Personenname. Die entsprechende weibliche Form ist Dorothea. Die Bedeutung des Namens (‚Geschenk Gottes‘) leitet sich von den beiden Wörtern δώρον dōron, deutsch ‚Geschenk‘ und θεός theos, deutsch ‚Gott‘ ab. In Umkehrung der Reihenfolge der beiden Namensbestandteile ergeben sich die im Deutschen geläufigen Vornamen Theodor (griechisch Theodoros) und Theodora.

## Namensträger

### Patriarchen und Bischöfe
- Dorotheos von Alexandria, koptischer Papst 565–580
- Dorotheos I., Patriarch der Rum-Orthodoxen Kirche in Antiochia 370–371
- Dorotheos (ca. 431), Bischof von Martianopolis
- Dorotheos (ca. 600), Archimandrit von Palästina
- Dorotheos II., Patriarch der Rum-Orthodoxen Kirche in Antiochia 1219–1245
- Dorotheos I., griechisch orthodoxer Patriarch von Jerusalem ca. 1367 – ca. 1412
- Dorotheos III., Patriarch der Rum-Orthodoxen Kirche in Antiochia 1436–1453
- Dorotheos II., Bischof des Patriarchats von Jerusalem 1506–1537
- Dorotheos, Bischof von Kitros 1872–1873
- Dorotheos von Tyros (Autor) (Pseudo-Dorotheos), angeblicher Bischof von Tyros und Autor eines Jünger- und Apostelkatalogs
- Dorotheos von Tyros (Märtyrer) (um 255–362), angeblicher Bischof von Tyros und Märtyrer
- Dorotheos von Tyros (Bischof), Bischof von Tyros

### Theologen
- Dorotheos von Antiochia, Presbyter in Antiochia, Begründer der Antiochenischen Schule, dem das apokryphe Evangelium der Siebzig zugeschrieben wird.
- Dorotheos von Gaza (505–565), Mönch und Klostergründer
- Dorotheos Vlates, byzantinischer Theologe

### Künstler und Wissenschaftler
- Dorotheos von Sidon, hellenistischer Astrologe des 1. Jahrhunderts
- Dorotheos (Jurist), römischer Jurist unter Justinian I., einer der Verfasser des Corpus iuris civilis
- Dorotheos (Maler) (ca. 60), römischer Maler
- Dorotheos (Mosaizist), spätantiker Mosaizist
- (Aulus Fulvius) Doroth(eu)s, antiker römischer Toreut oder Händler

## Dorotheus als Vorname
- Franz Dorotheus Gerlach (1793–1876), schweizerischer klassischer Philologe und Althistoriker deutscher Herkunft
- Christoph von Keller (Dorotheus Ludwig Christoph von Keller, Graf von Keller auf Stedten; 1757–1827), deutscher Politiker